# Дукля (станція)
Ду́кля — проміжна залізнична станція 5-го класу Шевченківської дирекції Одеської залізниці на лінії Зятківці — Гайворон між станціями Зятківці (19 км) та Генріхівка (16 км). Розташована в селі Соболівка Гайсинського району Вінницької області. Найближчі села: Брідок (1,5 км) та Побірка (4 км).

## Історія
Станція відкрита у 1900 році, під час відкриття руху на вузькоколійній залізничній лінії Зятківці — Гайворон. До 1970-х років лінія була вузькоколійною, у 1970-х роках перешита на широку колію.

## Пасажирське сполучення
Пасажирський рух з 2013 по 2015 роки був припинений.
Завдяки ремонтам колії, що тривали впродовж 2017 року, приміський поїзд Гайворон — Вінниця вдалось суттєво прискорити.
З 5 жовтня 2021 року через станцію курсує група вагонів безпересадкового сполучення Київ — Гайворон в складі поїзда Вінниця — Гайворон.